# الترجي الرياضي الجرجيسي
الترجي الرياضي الجرجيسي، هو ناد رياضي تونسي مقره مدينة جرجيس بالجنوب التونسي. ينافس فريق كرة القدم للنادي على لقب الرابطة التونسية المحترفة الثانية لموسم 2022-2023. صعد الفريق لأول مرة للدرجة الأولى سنة 1991 لكنه نزل في الموسم التالي. ثم عاد إلى صفوف النخبة سنة 1994 ولعب بها منذئذ وبدون انقطاع باستثناء موسمي 2003-2004 ثم 2008-2009.
تحصل الفريق على لقب واحد: كأس تونس عام 2005 بعد فوزه على الترجي الرياضي التونسي (2-0). تحصل الفريق على أعلى مرتبة له في البطولة في موسم 2005-2006 بحصوله على المرتبة السادسة. شارك الفريق سنة 2006 في كأس الكونفيديرالية الإفريقية وانسحب في دور 1/16 أمام أولمبيك خريبكة المغربي.

## التاريخ
بدأ النادي بالمشاركة في المباريات الرسمية عام 1943، وأما تأسيسه الحقيقي فقد كان تحديدا يوم 11 ديسمبر 1931 تحت اسم جرجيس الرياضية ويرجع الفضل في ذلك إلى علي بوشهيوة. وبما أن البلدة كانت في ذلك الوقت ترزح تحت ظل الحكم العسكري الفرنسي فقد انضم إلى الهيئة التأسيسية المديرة للجمعية بعض الفرنسيين واليهود علاوة على التونسيين أمثال خليل النطاحي. وشيئا فشيئا انسحب الجانب الفرنسي وطغى الطابع الوطني الأصيل على روح الجمعية وكان ذلك يظهر جليا في المقابلات الودية التي كانت تدور من حين إلى آخر بين جرجيس الرياضية والمنتخب العسكري الفرنسي المحلي.

وقد برز في هذه الفترة بالذات لاعبون أفذاذ منهم البشير بوجردين وضو بوحافة والصادق كليش وعبد الرزاق بوخالل والخذري المقراني وعبد الله العايب وعلي ماكينة والبشير بعبورة وأحمد التاجوري... وقد شهد السند المادي دفعا قويا من طرف «البحارة» وتحقق الصعود إلى القسم الشرقي سنة 1940، ومنذ هذا التاريخ أصبحت الفرق الأخرى على المستوين الجهوي والوطني تهاب جرجيس الرياضية وقد تكون جيل جديد جلب للجمعية الشهرة والاحترام أمثال محمد علي الخنيسي والقمقوم السماعلي ومحمد سيفاو وعز الدين سريب وامحمد شنينة ومحمد بن عبد الله والصادق بوشهيوة ومحمد جبنون والهاشمي شالقو ومحمد بوعلي. وكان المدرب آنذاك هو الأكبر سنا والأكثر إشعاعا وتأثيرا.

وفي الستينات ظهرت مجموعة أخرى من اللاعبين وتضاعف العدد واشتد التنافس. نذكر من بين هؤلاء الطاهر بوقربة وحمة هنيد وبلقاسم سيفاو وسعيد الغابر وعلي خنيسي وعبد الله بوحافة والحبيب السماعلي ومحمد بريك وعلي صميدة ومحمد الذويب.

وفي سنة 1956، برمجت مقابلة ودية بالقطر الليبي. ونظرا لضعف الموارد المالية اقتصرت قائمة المسافرين على بعض الأشخاص فحصل خلاف حاد بين أعضاء الهيئة المديرة وانشق الذين بقوا في جرجيس وكونوا جمعية ثانية اختاروا لها من الأسماء الاتحاد الرياضي الجرجيسي ترأسها الهاشمي جبنون إلى جانب الفاضل بوحافة والمنصف الصهباني. وسرعان ما استطاعت أن تنتدب من شقيقتها جرجيس الرياضية بعض الوجوه المعروفة مثل عز الدين سريب وامحمد شنينة وضو جبنون والكامل بوحافة والبغدادي رميلة ومحمد جبنون، فاشتد التنافس وكاد أن يخلق مشاكل بين الأهالي والعروش لولا تغلب العقل.

سنة 1958، عندما حصل الاتفاق بالتراضي بين أعضاء الجمعيتين جرجيس الرياضية والاتحاد الرياضي الجرجيسي نتج عنه تكوين جمعية واحدة تحمل اسم الترجي الرياضي الجرجيسي وكانت الفكرة لمحمد علي خنيسي وضو جبنون ورحومة بوشهيوة والطاهر جبنون الذين كانوا يلعبون وقتئذ مع الترجي الرياضي التونسي. وقد حافظ المولود الجديد على اللون الأصفر من جرجيس الرياضية واللون الأحمر من الاتحاد الرياضي الجرجيسي ليعطي الزي الرسمي الحالي للترجي.

في أوائل 1980، تحت رئاسة فتحي قانا، بدأ النادي يكتسب زخما بالانضمام إلى القسم 2 مركز الجنوب. وعلى الرغم من تخفيضه في الفرقة الثالثة في عام 1983، ونظرا لشبابه وقلة خبرة لاعبيه والحرص على الحفاظ على مدربه البلغاري رومانوف، تمكن من الانضمام بشكل دائم إلى الأندية على المستوى الوطني.

انتقل للمرة الأولى في دوري الدرجة الأولى في عام 1991، برئاسة فيذي غانا، لمدة عام، ويعود مرة أخرى في عام 1994، حيث خسر مكانه في نخبة من مناسبة واحدة في 2003. تولى عزيز ذويب رئاسة النادي عندما دخل الدوري الأول في عام 2004، وفاز بكأس تونس بعد عام ضد الترجي الرياضي بتونس (2-0) وشارك في كأس 2006 للاتحاد 1.

موسم 2007-2008، تميزت العديد من التغييرات من المدربين والعديد من سوء الفهم، وينتهي مع خفض رتبة النادي في الدوري الثاني.

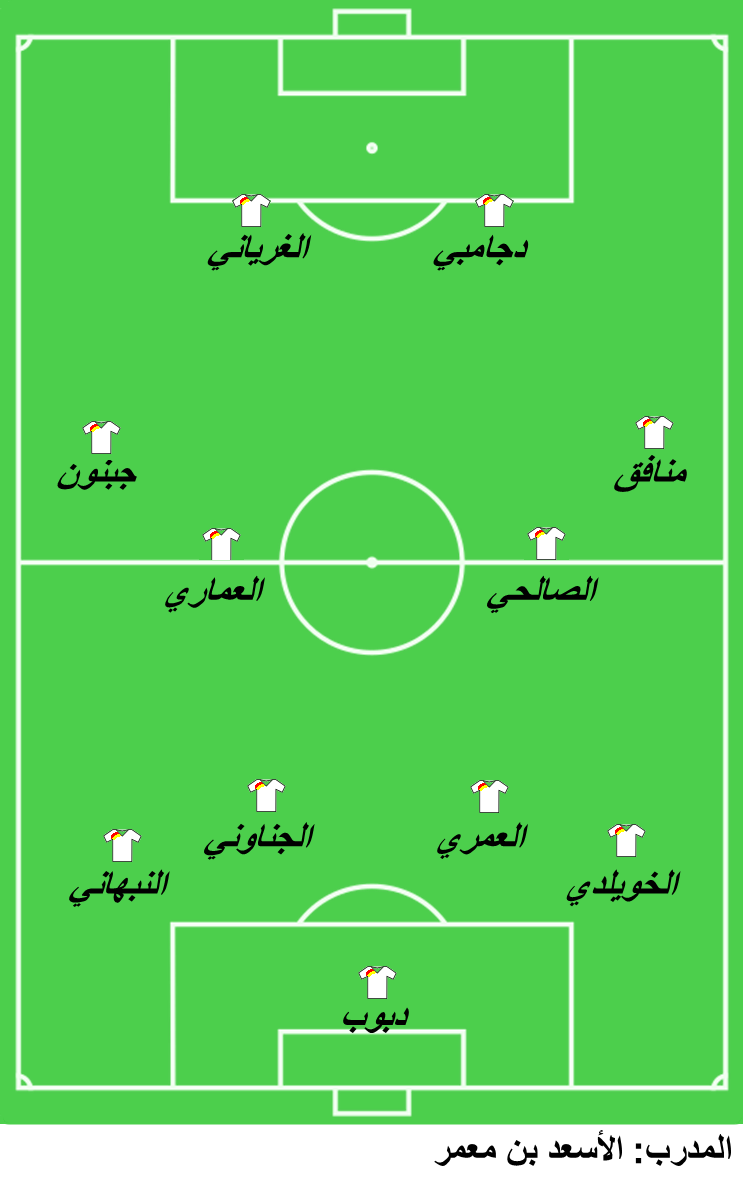
تشكيلة الترجي الرياضي الجرجيسي الفائزة بلقب كأس تونس لكرة القدم 2004–05 ضد الترجي الرياضي التونسي

## الألقاب
- كأس تونس
  - البطل (1) 2005
- الرابطة الثانية
  - 2009

## أبرز اللاعبين القدامى
- فيصل قطوش.
- لسعد الصغير.
- فيصل العريض.
- محمد مشارك.
- عبد السلام كازوز.
- إلياس السماعلي.
- عبد الحق بن شيخة.
- مكرم كريدان.
- إيف نزا-بوتمبا.
- محمد الزوابي.
- مهدي بن ضيف الله.
- محمد الباشطبجي.